# Bellizzi
Bellizzi és una ciutat a la província de Salern, a la Campània, Itàlia. El 2025 tenia una població estimada de 13.299 habitants.